# Primaire populaire
Ne doit pas être confondu avec Primaire citoyenne de 2011 ou Primaire citoyenne de 2017.
Vous pouvez aider à l'améliorer ou bien discuter des problèmes sur sa page de discussion.
- Il n’est pas rédigé dans un style encyclopédique. (Marqué depuis avril 2022)
- Il doit être recyclé. La réorganisation et la clarification du contenu sont nécessaires. (Marqué depuis janvier 2022)

La primaire populaire est un vote d'investiture initié par des militants indépendants pour désigner un candidat commun de gauche à l'élection présidentielle française de 2022.
Ce processus comporte deux étapes : d'abord un parrainage en ligne de participants potentiels, commencé en juillet 2021 et achevé en octobre 2021, puis un vote à jugement majoritaire entre sept personnalités (dont trois ont explicitement refusé d'être associées au processus) du 27 au 30 janvier 2022. 
Christiane Taubira arrive en tête, mais elle échoue finalement à se présenter, faute d'un nombre suffisant de parrainages d'élus. L'association « 2022 ou jamais », qui a organisé la primaire, choisit d'apporter son soutien à  Jean-Luc Mélenchon, qui est arrivé en 3e place de la consultation, et non Yannick Jadot, arrivé en 2e place. Ce choix provoque l’incompréhension et la colère d’une partie des votants.
Accusée d'avoir créé plus de divisions que de rassemblement, et d'avoir trompé ses soutiens, la primaire populaire est qualifiée d'échec par un certain nombre d'observateurs,,,.
Dans le cadre des élections législatives de 2024, l'association devient Victoires Populaires afin d'organiser une campagne citoyenne d'encouragement à aller voter pour le Nouveau Front populaire.

## Historique de l'initiative

### Fondation et structure
L'initiative d'une primaire dite « populaire » pour les gauches et les écologistes est lancée par le collectif "Rencontre des justices", formé en octobre 2020 par des « entrepreneurs sociaux » et des militants écologistes, féministes et antiracistes, qui souhaitent fédérer un « bloc des justices », soit une « troisième voie entre un « bloc identitaire » (ou nationaliste) et un « bloc néolibéral » (ou productiviste) », dans un arc étendu allant du Parti socialiste au Nouveau Parti anticapitaliste.
Le collectif a l'ambition de faire émerger une candidature commune de rassemblement à gauche pour porter un programme écologique et social mais il estime que la défiance populaire envers les partis et les personnalités politiques est trop importante et qu'il serait nécessaire de passer par un « tiers neutre ». Il souhaite proposer une alternative au duel entre le président sortant Emmanuel Macron et l'extrême droite de Marine Le Pen et Éric Zemmour en réunissant une gauche morcelée et divisée, afin de répondre aux « urgences écologique, sociale, économique »,.
Une structure nommée « 2022 ou jamais », chargée de l'organisation de la primaire, est créée en février 2021. Elle est composée de six salariés et bénéficie de 30 000 euros de levée de fonds. Mathilde Imer, écologiste à l'origine de la Convention citoyenne pour le climat constituée en 2019, en est la vice-présidente et l'entrepreneur Samuel Grzybowski, issu du mouvement Coexister, en est le directeur politique. Ils sont tous les deux porte-paroles,,. Le fondateur de « Générations cobayes » Martin Rieussec, le philosophe Abdennour Bidar et la sociologue Dominique Méda font partie du bureau de l'association.
Des groupes locaux sont mis en place, afin de préparer à un ancrage local, au-delà des étiquettes, et avec les élections législatives de 2022 en horizon.
La primaire populaire revendique le soutien d'une centaine de personnalités d'horizons différents, dont le réalisateur Cyril Dion, les comédiens Charles Berling et Juliette Binoche, la militante Gilet jaune Priscillia Ludosky, la journaliste Marie-Monique Robin ou le climatologue Jean Jouzel, qui ont signé une tribune dans Le Monde,.
Parmi les premières personnalités intéressées et qui se déclarent candidates, l'eurodéputé Pierre Larrouturou, fondateur du parti politique appelé "Nouvelle Donne" et élu en 2019 sur une liste soutenue par le Parti socialiste, l'ancien socialiste Gérard Filoche, fondateur de la Gauche démocratique et sociale et l'écologiste Sandrine Rousseau, candidate à la primaire d'EELV, qui par la suite s'engage, entre les deux tours de la primaire écologiste, à soumettre sa participation ou non à la primaire populaire au bureau d'EELV dans le cas où elle remporterait la primaire écologiste.
Du côté du PCF, les initiatives en faveur de l'union restent plus isolées, comme celle du maire communiste de La Courneuve, en Seine-Saint-Denis, Gilles Poux qui déclare apporter son parrainage à Jean-Luc Mélenchon.

### Mise en place d'un socle commun
La première étape du processus de la primaire populaire est la rédaction d'un socle programmatique commun formé de "propositions phares" auxquelles les candidats et électeurs doivent adhérer,
Ce socle commun - qualifié de "minimum radical commun" par les organisateurs - est composé de dix propositions politiques fortes réparties en trois catégories : pour une république plus démocratique, pour une république plus écologique et pour une république plus sociale. Les organisateurs affirment être inspirés des revendications des mouvements sociaux et compatibles avec les programmes des partis concernés.

#### La construction du socle commun
Début mai 2021, Samuel Grzybowski, porte-parole de la primaire populaire, déclare à la presse que « depuis plusieurs mois, chaque semaine, un "conseil des partis" se réunit pour s’accorder sur un socle commun », sans préciser quels partis. Selon L'Express cependant, la première réunion de presque « toutes les forces » de gauche a eu lieu sur Zoom le 1er avril 2021 avec PS, EELV et France Insoumise, qui propose quelques « réécritures ».
Cependant, plusieurs quotidiens ont révélé qu'Europe Écologie Les Verts (EELV) et La France Insoumise (LFI) n'étaient pas représentés à la dernière réunion, chargée d'arrêter le contenu de ce socle, le 1er juillet,. Selon Le Canard Enchaîné, « LFI assure n'avoir rien validé du tout, la Gauche Républicaine et socialistes non plus et le bureau national du PS n'a pas voté sur ce fameux socle commun » tandis que « la sortie du nucléaire en 2050 n'a jamais été votée par le PCF ». La sortie du nucléaire ne fait en réalité pas partie du socle commun, il s'agit d'une infox colportée par des opposants au processus de la primaire populaire.[réf. nécessaire]
Le socle présenté au début du mois de juillet contient notamment la reconversion vers une agriculture paysanne, un plan de rénovation thermique, un revenu de solidarité dès 18 ans, une modernisation de l'impôt sur la fortune, une convention citoyenne pour le renouveau démocratique, la mise en place du scrutin proportionnel plurinominal aux élections législatives, la reconnaissance du vote blanc, la baisse du temps de travail, une VIe République, l'instauration d'un référendum d'initiative citoyenne ou le remplacement de l'Inspection générale de la Police nationale par une autorité indépendante. Il ne prend cependant pas position sur certains sujets qui divisent, comme celui de l'Union européenne.
Bien que les partis n'aient pas officiellement validé ce socle commun, les personnes présentes à ces réunions ont confirmé qu'il n'y avait aucune alerte ou ligne rouge dans le contenu de ce socle commun qui les empêchait d'y adhérer[réf. nécessaire].

### Lancement des parrainages
Le 1er juillet 2021 se tient une réunion précédant de quelques jours l'annonce à la presse qu'est « lancé » le processus de parrainages citoyens, organisé pour trois mois, « du 11 juillet au 11 octobre », puis qu'un « vote final aura lieu à l'automne ». Il est proposé aux visiteurs de la plateforme de la primaire populaire sur Internet deux modes de parrainages :
- « proposer d'eux-mêmes des noms » ensuite retenus à partir de 500 soutiens (sous réserve de la validation de leur compatibilité avec le socle commun de la part du Conseil d'Orientation, instance décisionnaire de la primaire populaire) ;
- « approuver un des candidats qui y sont déjà présents ».

L'information paraît dans Le Parisien du vendredi 9 juillet 2021 puis dans un communiqué du samedi 10 juillet repris par l'AFP et Le Monde citant à nouveau « un socle commun de la primaire » et parlant cette fois d'un vote final du 18 au 21 novembre. Le 11 juillet, Le Journal du dimanche signale des candidats « malgré eux » pouvant être parrainés « même sans le vouloir », l'infographie sur la plateforme laissant entendre, en petits caractères, qu'ils pourront prochainement officialiser cette candidature par une déclaration officielle. L'avant-veille, Samuel Grzybowski déclare dans Le Parisien que les huit noms retenus sont « ceux qui ont participé à construire le socle », en citant parmi eux Yannick Jadot, Éric Piolle, Arnaud Montebourg, Anne Hidalgo, Fabien Roussel et Jean-Luc Mélenchon.
À la réunion du 1er juillet 2021 précédant cette annonce ont participé, selon le quotidien La Croix, le Parti socialiste (PS), Cap écologie (CE), Ensemble !, la Gauche démocratique et sociale (GDS), Génération.s, la Gauche républicaine et socialiste (GRS), Les Nouveaux Démocrates (LND), Nouvelle Donne (ND), le Parti communiste français (PCF), le Pour une écologie populaire et sociale (PEPS) et Place publique.
Les organisateurs revendiquent sur leur site internet la participation de 130 000 citoyens. De cette phase de parrainages sont sortis vainqueurs 5 hommes et 5 femmes : Anna Agueb-Porterie, Clémentine Autain, Gaël Giraud, Anne Hidalgo, Yannick Jadot, Pierre Larrouturou, Charlotte Marchandise, Jean-Luc Mélenchon, François Ruffin et Christiane Taubira.

#### Parrainages obtenus au11 octobre
La collecte des parrainages était prévue du 11 juillet au 11 octobre. À l'issue de ces trois mois, les organisateurs donnent les noms des cinq hommes et cinq femmes ayant réuni le plus de parrainages, et étant jugés compatibles avec le socle commun. Selon le Journal du Dimanche du 14 janvier, ils avaient fourni ces chiffres arrondis, en notant qu'il y avait au 11 octobre 132 000 inscrits :
- Christiane Taubira : 34 600 parrainages
- François Ruffin : 26 000 parrainages
- Pierre Larrouturou : 14 500 parrainages
- Gaël Giraud : 13 500 parrainages
- Clémentine Autain : 10 500 parrainages
- Jean-Luc Mélenchon : 9 500 parrainages
- Anne Hidalgo : 6 500 parrainages
- Yannick Jadot : 6 300 parrainages
- Charlotte Marchandise : 1 700 parrainages
- Anna Agueb-Porterie : 800 parrainages.

Selon un article de Libération le candidat du PCF Fabien Roussel est arrivé 18e sur 21 personnalités avec 1 944 parrainages et 13e sur 14.

#### Réactions des principaux candidats
Aucun parti politique ni aucun des principaux candidats ne s'est engagé en faveur de la primaire populaire même si certains n'ont pas « fermé la porte ». En janvier, Christiane Taubira a été la seule des candidats à la primaire à s'engager à se retirer en cas de défaite, après avoir en septembre écarté toute candidature à la présidentielle en général. Le Parti socialiste et le Parti communiste ont organisé une désignation de leur candidats par leurs adhérents, tandis que les écologistes et LFI ont ouvert leur désignation aux non-adhérents.
- La France insoumise avait déjà désigné comme candidat Jean-Luc Mélenchon, qui a obtenu 19,6 % à la précédente présidentielle, dans l'esprit des propositions de la « commission Jospin » suggérant de remplacer les actuelles 500 signatures d'élus par 150 000 parrainages citoyens[31],[32]. Présentée en novembre 2020 au Journal de 20 heures de TF1[33] sous condition du parrainage de 150 000 personnes à sa plate-forme numérique « Nous sommes pour ! »[33], sa candidature avait obtenu quatre jours après le seuil requis de 150 000 signatures le 8 novembre 2020[32],[31]. Le 8 janvier 2022, il annonce au grand jury RTL-LCI que ce nombre est passé à 270 000 signatures[34].
- Le Parti communiste français avait aussi déjà opéré une désignation de son candidat par ses adhérents du 7 au 9 mai 2021[35]. Sur les 28 238 suffrages exprimés, Fabien Roussel, secrétaire général depuis 2019, a obtenu 82,32 % contre 15,70 % de blancs et nuls, 1,82 % à Emmanuel Dang Tran et 0,16 % à Grégoire Munck, les deux autres candidats.
- Le 27 août, alors que la collecte des parrainages de la primaire populaire avait déjà commencé, le premier secrétaire du Parti socialiste, Olivier Faure, a annoncé l'organisation d'une primaire auprès de ses adhérents (« primaire fermée ») qui a donné le 14 octobre 2021 72 % des 20 949 suffrages exprimés à la maire de Paris Anne Hidalgo, candidate depuis le 12 septembre, contre 28 % à l'autre candidat, Stéphane Le Foll[36].
- Europe Écologie Les Verts organisait, un peu avant, sa propre consultation, du 16 au 28 septembre 2021, en coordinations avec d'autres formations écologistes, ouverte aux non-adhérents, la primaire de l'écologie 2021. Sur 102 308 votes exprimés au second tour, 51,03 % sont allés à Yannick Jadot.

Europe Écologie Les Verts (EELV) et La France insoumise (LFI) ne participent pas à la seule réunion de la Primaire populaire médiatisée, celle du jeudi 1er juillet, selon un article mis en ligne le même jour à 7 h, par le quotidien La Croix, qui précise qu'« ils seront quelques partis de gauche autour de la table » ce jour-là pour cette réunion, également consacrée au « bilan des élections régionales » qui viennent de s'achever. Dans une version actualisée quatre heures plus tard, l'article comporte une déclaration de Samuel Grzybowski, selon qui les participants, associés à l'élaboration du socle d'une dizaine de propositions, « ont assuré de la “compatibilité” de celles-ci avec leurs programmes. »
« Jean-Luc Mélenchon a déjà signifié son refus » observe La Croix, et les écologistes « ont décliné l’invitation du 1er juillet », insistant sur leur statut « d’observateurs » selon la déclaration à La Croix d'Eva Sas, porte-parole d’EELV, qui précise qu'une « décision devra être prise en conseil fédéral ».
Le 16 septembre 2021, Christiane Taubira déclare ne pas souhaiter être candidate, pour ne pas ajouter une candidature à gauche.
Le 19 septembre 2021, Éric Piolle et Delphine Batho sont retirés de la collecte de parrainages car battus lors de la primaire écologiste par Yannick Jadot et Sandrine Rousseau. Cette dernière s'engage entre les deux tours à soumettre sa participation ou non à la primaire populaire au bureau d'EELV dans le cas où elle remporterait la primaire écologiste, et son nom est retiré aussi le 18 septembre, après sa défaite au second tour.
La date du scrutin est repoussée à plusieurs reprises, passant de début décembre à fin janvier. Les organisateurs de la primaire populaire fixent un calendrier final, avec pour date butoir : 10 candidats sélectionnés ont jusqu'au 30 novembre à minuit pour indiquer s'ils souhaitent participer à la primaire ou non.
En date du 1er décembre, seules trois personnes, Anna Agueb-Porterie, Pierre Larrouturou et Charlotte Marchandise, déjà candidats déclarés à la primaire populaire, acceptent de participer au scrutin. Yannick Jadot, et Jean-Luc Mélenchon confirment qu'ils ne sont pas intéressés, mais sont maintenus sur la liste, tout comme Anne Hidalgo, puisqu'ils sont tous les trois candidats à l'élection présidentielle. Gaël Giraud, Clémentine Autain et François Ruffin répondent qu'ils ne souhaitent pas se présenter à l'élection présidentielle et sont donc retirés de la liste des candidats à la primaire populaire.
Le 8 décembre 2021, Anne Hidalgo lance un appel pour une « primaire de la gauche », immédiatement décliné par Yannick Jadot, Jean-Luc Mélenchon et Fabien Roussel. Dès le lendemain, l'équipe de campagne de la candidate socialiste entre en contact avec l'équipe de la primaire populaire pour envisager les modalités pratiques. Elle demande en particulier le recours à un vote papier. Elle change d'avis en janvier devant le refus de Yannick Jadot de participer, et annonce abandonner l'idée.
Le 18 décembre, Christiane Taubira évoque la possibilité d'être candidate à la primaire populaire, dans le cadre d'un processus d'union de la gauche.
Le 9 janvier 2022, elle annonce sa participation à la primaire populaire.
Le 15 janvier, Christiane Taubira officialise sa candidature à l'élection présidentielle, entrant de fait dans les conditions posées par les organisateurs de la primaire populaire pour faire partie des personnes présentées au vote. Les organisateurs annoncent plus tard dans la journée les sept candidats retenus : Anna Agueb-Porterie, Anne Hidalgo, Yannick Jadot, Pierre Larrouturou, Charlotte Marchandise, Jean-Luc Mélenchon et Christiane Taubira. Sur les sept, trois annoncent un peu plus tard qu'ils ne veulent pas y figurer : Anne Hidalgo, Yannick Jadot, et Jean-Luc Mélenchon. La primaire populaire confirme que malgré cela, ils ne seront pas retirés.
Au PS, un appel à se mobiliser pour la primaire « de façon tactique afin de protéger » Anne Hidalgo est lancé début janvier par le courant majoritaire. Le 24 janvier, une courriel de la fédération PS de Paris invite à y voter et c'est aussi le cas de celles de Seine-et-Marne et du Val-de-Marne.
D'après Mediapart, Mounir Satouri, le directeur de campagne de Yannick Jadot, « a évoqué avec les organisateurs de la Primaire populaire la possibilité de débloquer 150 000 euros pour les dédommager et d’intégrer l’équipe élaborant le projet du candidat écologiste » s'ils acceptaient d'arrêter le processus de la primaire, ce qui n'a pas abouti.

### De la primaire à l'investiture
Les organisateurs de la primaire populaire fixent au 30 novembre à 23 h 59 la date limite pour les 10 personnes plébiscitées lors de leur phase de parrainages pour répondre officiellement si oui ou non ils acceptent de participer à une primaire, considérant que tout refus avant cette date ne faisait pas foi,. Dans les semaines et les jours précédant cette date, les organisateurs font monter la pression auprès des candidats refusant (Jean-Luc Mélenchon, Yannick Jadot et Anne Hidalgo), notamment par l'organisation de sit-in devant les sièges parisiens de leurs partis ou de leurs équipes de campagne.
Au 30 novembre au soir, Anna Agueb-Porterie, Charlotte Marchandise et Pierre Larrouturou acceptent de participer, à la condition que Jean-Luc Mélenchon, Yannick Jadot et Anne Hidalgo, déjà déclarés candidats à l'élection présidentielle, participent aussi. Gaël Giraud, Clémentine Autain et François Ruffin répondent qu'ils ne souhaitent pas se présenter à l'élection présidentielle et donc ne pas participer à la primaire populaire.
Actant le refus des 3 principaux candidats le soir du 30 novembre, le 1er décembre au matin les organisateurs de la primaire populaire annoncent un changement de stratégie : non plus une primaire, mais une « investiture citoyenne », avec deux critères pour être sur la liste des personnes présentées au vote :
- être candidat à l'élection présidentielle en date du 15 janvier ;
- faire partie des 10 personnes plébiscitées lors de la phase de parrainages.

Ce jour-là, 6 personnes répondent à ces critères : Anna Agueb-Porterie, Anne Hidalgo, Yannick Jadot, Pierre Larrouturou, Charlotte Marchandise et Jean-Luc Mélenchon. Christiane Taubira n'est alors pas candidate à l'élection présidentielle. Elle confirmera sa candidature le 15 janvier, et rejoindra ainsi la liste des personnes présentées au vote.
La particularité de l'investiture, contrairement à une primaire classique, c'est que les personnes présentées au vote n'ont pas nécessairement donné leur accord pour y figurer. Mais elles n'ont également aucune obligation vis-à-vis du résultat du scrutin : elles peuvent choisir d'en reconnaître le résultat ou non, de se désister en faveur du vainqueur ou non.
4 personnes sur les 7 indiquent en avance accepter le résultat du vote : Anna Agueb-Porterie, Pierre Larrouturou, Charlotte Marchandise et Christiane Taubira. Les 3 autres refusent. L'état de leur accord ou non est indiqué sur le bulletin de vote afin d'informer les électeurs. Jean-Luc Mélenchon, Yannick Jadot et Anne Hidalgo demandent que leur nom soit retiré de la liste. Les organisateurs de la primaire refusent, indiquant qu'une personne candidate à l'élection présidentielle accepte de fait que des sondages, des médias et des citoyens s'expriment sur leur candidature.

### Serment de Romainville
Cinq jours après la fin de la collecte des parrainages, avec un vote final alors prévu pour début novembre, les organisateurs soutiennent le 16 octobre 2021 des pressions sur les candidats qui refusent d'être impliqués, via la suspension de leurs parrainages d'élus pour se présenter .
À l'initiative du maire de Romainville François Dechy et réunis derrière les eurodéputés Raphaël Glucksmann et Pierre Larrouturou, respectivement 1er et 5e de la liste socialiste aux européennes de 2019, ou encore l'ex-ministre PS aux Outre-mer Christian Paul, ces élus ont ainsi exprimé leur refus de « participer à la mise en scène » de « leur propre défaite », appelant à suspendre les parrainages pour faire pression en faveur de l’union, une initiative « appuyée par le collectif de la Primaire populaire » dès son lancement. D'une dizaine au départ, ces élus étaient 200 en décembre. Les partis représentés, PS et EELV, disposaient déjà mi-janvier des parrainages nécessaires et Christiane Taubira n'avait « aucune inquiétude » grâce à « un socle d'élus important ».
Une fois le vote de la primaire populaire terminé, le « Serment de Romainville » revient sur le devant de la scène le 31 janvier, quand Jean-Luc Mélenchon y fait allusion dans un SMS « révélé par BFMTV et confirmé par plusieurs médias dont Le Monde »,,, destiné à Christiane Taubira, la gagnante de la primaire populaire, qui lui proposait de se rallier. Il pose comme principale condition à tout contact éventuel qu'elle s'oppose au serment de Romainville, qui selon lui vise à empêcher de force sa candidature. Selon le Huffington Post, une partie des sympathisants de ce serment « comptaient crédibiliser ainsi la candidature d’Anne Hidalgo, avant de voir cette entreprise bénéficier finalement à Christiane Taubira ».
François Dechy, maire de Romainville (Seine-Saint-Denis), qui avait accueilli le serment dans sa mairie a été plus tard à l’initiative d'un dîner secret le 6 février, également à Romainville, pour une tentative de fusion entre les candidatures de Yannick Jadot et de Christiane Taubira en vue du premier tour de l’élection présidentielle,, un rapprochement appelé de ses vœux par Matthieu Orphelin, soutien de Yannick Jadot.

## Organisation du scrutin
Sept candidats sont soumis à un vote en un seul tour entre le 27 et le 30 janvier 2022. Pour participer à cette désignation finale, l'électeur doit confirmer se reconnaître dans le socle commun, être de nationalité française et avoir plus de 16 ans.
Le nombre d'inscrits est de 466 895,. Finalement, ce sont 392 738 votes qui sont exprimés, soit un taux de participation de 84,11 %[réf. souhaitée].
La primaire populaire vote utilise le scrutin du jugement majoritaire. Au lieu de glisser un bulletin avec un seul nom dans l'urne, l'électeur note l'ensemble des candidatures. En réponse à la question « Pour faire gagner l'écologie et la justice sociale, ces candidats sont ? », l'électeur doit attribuer à chaque candidat une mention, parmi cinq possibles : « Très bien », « Bien », « Assez bien », « Passable » et « Insuffisant ». Le candidat obtenant la meilleure mention médiane remporte l'élection. En cas de mention identique obtenue par deux ou plusieurs candidats — ce qui arrive forcément si le nombre de candidats (ici sept) est supérieur au nombre de mentions possible (ici cinq) — le départage suit la règle suivante : « le plus grand bloc d’électeurs et d’électrices en désaccord décide » : soit le moindre nombre de votes pour une mention inférieure de chacun de ces candidats.

## Candidats présentés
| Candidat (nom et âge)                                       | Candidat (nom et âge) | Parti politique | Parti politique           | Notes |
| ----------------------------------------------------------- | --------------------- | --------------- | ------------------------- | --- |
| Anna Agueb-Porterie (24 ans)                                |                       |                 | Divers gauche             | Militante écologiste, cofondatrice de la plateforme Notre maison brûle,. |
| Anne Hidalgo (62 ans) demande que son nom soit retiré       |                       |                 | Parti socialiste          | Maire de Paris depuis 2014, elle annonce sa candidature le 12 septembre 2021 puis est désignée par les adhérents socialistes le 14 octobre suivant face à Stéphane Le Foll. Elle est sélectionnée malgré son refus de participer à la primaire populaire. |
| Yannick Jadot (54 ans) demande que son nom soit retiré      |                       |                 | Europe Écologie Les Verts | Député européen depuis 2009, il remporte de justesse la primaire présidentielle de l'écologie en septembre 2021 face à Sandrine Rousseau. Il est sélectionné malgré son refus de participer à la primaire populaire.                                      |
| Pierre Larrouturou (57 ans)                                 |                       |                 | Nouvelle Donne            | Fondateur du parti Nouvelle Donne, élu en 2019 député européen sur la liste Place publique, PS et Nouvelle Donne. |
| Charlotte Marchandise (47 ans)                              |                       |                 | Divers gauche             | Adjointe déléguée à la santé à la ville de Rennes jusqu'en 2020 et désignée candidate de LaPrimaire.org à l'élection présidentielle de 2017. |
| Jean-Luc Mélenchon (70 ans) demande que son nom soit retiré |                       |                 | La France insoumise       | Député des Bouches-du-Rhône et candidat en 2012 et 2017. Il est sélectionné malgré son refus de participer à la primaire populaire. |
| Christiane Taubira (69 ans)                                 |                       |                 | Divers gauche             | Ministre de la Justice de 2012 à 2016, députée de Guyane de 1993 à 2012, candidate du Parti radical de gauche à l'élection présidentielle de 2002. Elle est soutenue par le Parti radical de gauche.                                                      |

## Résultats
|  |  |  |  |  |

|  |  |  |  |  |

|  |  |  |  |  |

|  |  |  |  |  |

|  |  |  |  |  |

|  |  |  |  |  |

|  |  |  |  |  |

## Suites de la consultation durant la campagne présidentielle

### Échec de la candidature de Christiane Taubira
La primaire populaire avait comme objectif de présenter des candidats à gauche et d'en faire ressortir une candidature d'union.
Une fois le vote terminé, des assemblées générales ont continué à se tenir au sein du mouvement afin d'analyser certaines suites à donner. Ainsi, une AG a été organisée le week-end du 12 février 2022.
Plusieurs critiques sont émises en interne : la primaire populaire devait être un outil de rassemblement et non pas l'occasion d'aggraver les divisions à gauche en ajoutant une candidature de plus. Dans un article de RTL, il est souligné que « la Primaire populaire […] n'aura imposé ni l'union, ni une candidature ». Ceci intervient au moment où d'une part Christiane Taubira n'arrive pas à décoller dans les sondages, mais aussi se voit retirer le soutien du PRG, le parti politique qui l'avait accompagnée lors de la présidentielle de 2002, mais aussi fin 2021, début 2022. La collecte des 500 signatures d'élus nécessaires à sa candidature apparaît alors compromise.
L'assemblée générale de la primaire populaire fixe donc la date limite du 4 mars 2022 pour vérifier si oui ou non leur candidate a réussi à obtenir ses parrainages, et sinon, s'orienter vers un scénario de repli. C'est finalement le 2 mars que Christiane Taubira, qui n'a alors recueilli que 181 signatures, annonce qu'elle renonce à sa candidature faute d'un nombre suffisant de parrainages. Samuel Grzybowski rejette la faute sur la candidate à laquelle il reproche de n'avoir pas fourni une « feuille de route pour le rassemblement ».

### Soutien à la candidature de Jean-Luc Mélenchon
À la suite du retrait de Christiane Taubira, le conseil d'administration de l'association « 2022 ou Jamais », à l'initiative de la primaire populaire, vote au jugement majoritaire le soutien à la candidature de Jean-Luc Mélenchon. Ce dernier avait explicitement refusé de participer au processus de primaire et avait lors du scrutin terminé troisième derrière Yannick Jadot. Le candidat écologiste déclare quant à lui que la Primaire populaire est « devenue un gag ». Ce vote du conseil d'administration et la décision qui en résulte sont suivis de contestations. L'une des fondatrices de la Primaire populaire, Mathilde Imer, annonce son départ en dénonçant ce procédé.
Le 16 mars 2022, l'association est amenée à présenter des excuses et acte la fin du mouvement.

## Critiques

### Doutes sur la sincérité du processus consultatif
Le 19 janvier 2022, Le Canard enchaîné publie deux articles mentionnant une vidéo dans laquelle Samuel Grzybowski dévoile l'objectif de bloquer les parrainages et les financements des partis de gauche, et faire chuter les cotes de popularité de Yannick Jadot, Jean-Luc Mélenchon et Anne Hidalgo en les « critiquant de plus en plus » sur les réseaux sociaux,.
Cette vidéo partagée à destination de bénévoles début novembre, a « fait le tour des milieux militants », « suscitant de vives critiques », envers l'association, accusée d'être un « instrument au service de Christiane Taubira » ou de ses proches,,,, observent Le Monde, Marianne, Le Canard enchainé et Franceinfo. Une déduction à nuancer quand on sait que la vidéo est assez ancienne puisqu'elle a été filmée fin octobre et publiée fin novembre, et que la candidature de Christiane Taubira n'était pas actée à ce moment. La stratégie de la primaire populaire se concentrait donc sur les trois candidats déclarés principaux qui n'avaient pas rejoint l'investiture ce qui explique qu'ils soient les seuls visés. Ces trois candidats de gauche ont demandé que leur nom soit retiré du scrutin. Se disant « très choquée », Anne Hidalgo affirme qu'elle « ne tiendra aucun compte » des résultats.
Les organisateurs de la primaire répondent qu'« aucun des noms des candidats ne sera retiré » et estiment pouvoir « atteindre un demi-million d'électeurs ». Ils dénoncent la fuite d'une « vidéo à usage interne, sortie de son contexte »,, dont ils regrettent la forme, puis publient dans L'Obs une lettre assumant cette stratégie, y compris par le recours à un « certain rapport de force » nécessaire pour être entendus : selon eux, l'objectif a toujours été de forcer au rassemblement des candidats de gauche qu'ils accusent de se « taper dessus ». Ils rappellent que la vidéo ne faisait qu'évoquer le « Serment de Romainville » prêté par plus d'une centaine d'élus de centre-gauche le 16 octobre et indépendant de la Primaire populaire.

### Doutes sur la légalité de la «primaire»
Dans le Journal du Dimanche du 15 janvier 2022, Jean-Philippe Derosier, professeur agrégé de droit public, membre de l'Institut universitaire de France et proche du PS s'interroge sur la légalité du processus électoral. Si la notion de primaire n'est régie par aucun règlement, du fait du refus de certains candidat pressentis d'y participer, le processus électoral s'apparenterait à un sondage, de nature à influencer « la sincérité du scrutin » laquelle « a valeur constitutionnelle ». De ce fait, la primaire populaire pourrait s'apparenter à un sondage sans en respecter les règles notamment en termes de représentativité de l'échantillon,. Selon lui, les organisateurs s'exposent à une amende de 75 000 euros faute de notice adressée à la commission des sondages détaillant la composition de l'échantillon des votants, permettant à cette commission d'être « en mesure d'exercer un contrôle ».
Pour sa part, Me Philippe Bluteau, l'avocat des organisateurs de l'évènement, conteste ce point de vue dans une contre-tribune car les sondages sont réglementés par une loi de juillet 1977 et les inscrits au vote de la primaire populaire ne constituent pas un « échantillon » tel que décrit par la loi. Interrogée par la radio publique France Culture, Marie-Anne Cohendet, constitutionnaliste et professeure de droit public à l'Université de Paris I - Panthéon-Sorbonne, rejette toute « comparaison avec un sondage », qui par principe se veut « une représentation objective de l'opinion » alors que la primaire populaire, selon elle, ne prétendrait « pas du tout à l'objectivité ».

### Accusations de division de la gauche
En janvier, après qu'une candidature de gauche supplémentaire a été présentée par Christiane Taubira, la primaire populaire se retrouve « vilipendée par toute la gauche... sauf les socialistes » et petits partis proches. Elle est accusée d'être « une démarche totalitaire » et une « tromperie », qui « divise la gauche »,,.
Certains avancent le constat que cette consultation, intronisant une candidature supplémentaire, a contribué à augmenter le morcellement de la gauche, contrairement à l'intention initiale.
Les « critiques des insoumis et des écologistes ont redoublé » après que Jean-Luc Mélenchon et Yannick Jadot ont été interrogés à plusieurs reprises par les journalistes, qui ont insisté pendant des mois. EELV a reproché à la primaire populaire de « laisser le terrain libre à l’extrême droite et protéger la candidature d'Emmanuel Macron » en retardant les débats de fond et en renforçant la crainte qu'il n'y ait aucune chance de l'emporter, corrélée à une intention globale de vote « plus faible chez les électeurs de gauche » qu'en 2017. De son côté, la porte-parole de la primaire populaire Mathilde Imer a estimé que les organisateurs ont « été ignorés, moqués et attaqués » et a rappelé que les sondages montrent que l'électorat de gauche veut l'union, notamment une étude pour BFM TV/L'Express indiquant que 85 % des sympathisants de gauche souhaitent « une candidature unique à gauche ».